# شريان صائمي
شرايين صائمية (بالإنجليزية: Jejunal arteries)‏ هي فروع من شريان مساريقي علوي.